# Dendrophagus crenatus
Dendrophagus crenatus is een keversoort uit de familie spitshalskevers (Silvanidae). De wetenschappelijke naam van de soort werd in 1799 gepubliceerd door Gustaf von Paykull.